# Szadek (zniesiona kolonia)
Szadek – zniesiona kolonia w Polsce, w województwie wielkopolskim, w powiecie kaliskim, w gminie Blizanów.
Kolonia Szadek istniała do 2008 r., jej włączona do wsi Szadek.
W latach 1975–1998 miejscowość należała administracyjnie do województwa kaliskiego.